# Osservatorio Reale del Belgio
L'osservatorio reale del Belgio, conosciuto ufficialmente in francese come Observatoire royal de Belgique, ed in fiammingo come Koninklijke Sterrenwacht van België, si trova ad Uccle, nella periferia sud di Bruxelles.
I principali ambiti di ricerca dell'osservatorio sono:
- sistemi di riferimento e geodinamica
- astrometria e dinamica dei corpi celesti
- astrofisica
- meteorologia
- fisica solare

## Storia

### Saint-Josse-ten-Noode
Adolphe Quetelet propose al governo dei Paesi Bassi di fondare un osservatorio astronomico a Bruxelles nel 1823. Il re Guglielmo I accolse la sua richiesta nel 1826 e l'anno successivo iniziarono i lavori di costruzione nel sito di Saint-Josse-ten-Noode. Le rilevazioni meteorologiche iniziarono presto, mentre la consegna e l'impianto degli strumenti astronomici procedette lentamente. Quetelet fu nominato direttore nel 1828.
Durante la Rivoluzione belga si verificarono degli scontri intorno all'osservatorio. Quetelet conservò il suo incarico sotto il nuovo governo e cominciò le osservazioni scientifiche. Nel 1834 edifici e attrezzature furono finalmente completate. Dopo la morte di Adolpe Quetelet nel 1874 gli successe il figlio Ernest.

### Uccle/Ukkel
Nel 1876 divenne direttore Jean-Charles Houzeau, il quale cominciò subito a progettare di spostare l'osservatorio a Uccle. Egli riuscì ad ottenere maggiori finanziamenti con i quali assunse nuovi collaboratori e rinnovò l'attrezzatura. La prima spedizione astronomica belga fu inviata a Santiago del Cile ed a San Antonio per osservare il transito di Venere del 1882. Houzeau provò anche a separare i dipartimenti di astronomia e di meteorologia, ma il governo rifiutò. Nel 1883 iniziò la costruzione del nuovo osservatorio di Uccle, ma le dimissioni di Houzeau nel 1883 ritardarono il trasferimento, che venne completato solo nel 1890-1891.
Nel 1900 fu nominato direttore Georges Lecointe: sotto la sua guida, nel 1901, iniziarono i rilevamenti sismologici e furono lanciate le prime sonde aerostatiche. Il Belgio partecipò al progetto della Carte du Ciel e al collegato Catalogo Astrografico, le cui osservazioni proseguirono fino al 1964. Nel 1913 il dipartimento meteorologico divenne infine autonomo con il nome di Regio istituto meteorologico. 
L'asteroide 1276 Ucclia è stato battezzato in onore dell'osservatorio e il pianetino 16908 Groeselenberg è chiamato col nome della collina su cui sorge l'osservatorio.
Dal 1981 l'osservatorio ospita il centro mondiale per la raccolta dei dati sulle macchie solari (Sunspot Index Data center)  e ha acquisito la gestione delle previsioni del "tempo" spaziale (space weather), precedentemente attribuita all'osservatorio di Parigi.